# Circuit intégré 7444

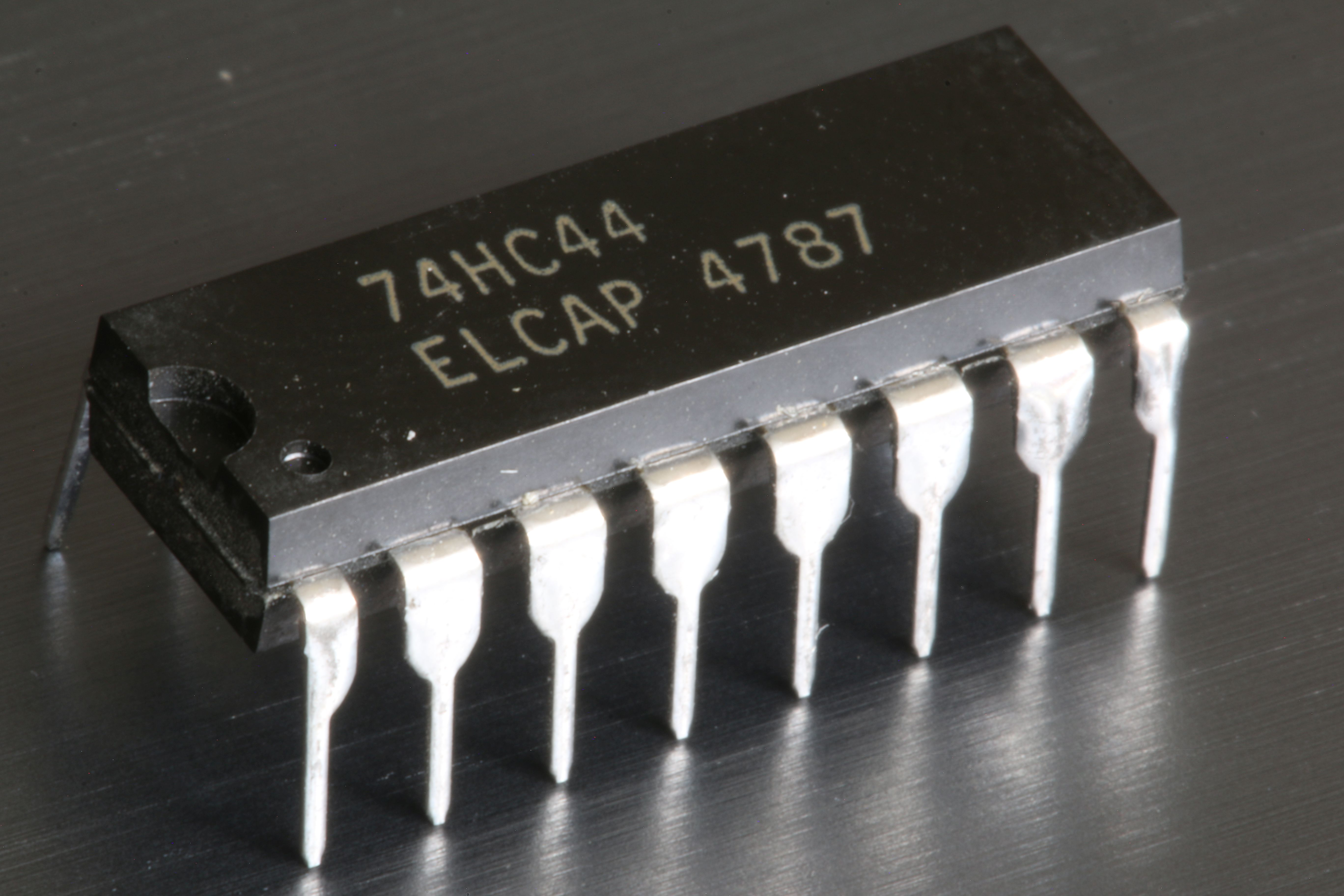
Circuit intégré 7444 (74HC44)

Le circuit intégré 7444 fait partie de la série des circuits intégrés 7400 utilisant la technologie TTL.

Ce circuit est un décodeur du code de Gray (4 bits) vers décimal.

## Table de vérité
| Entrée équivalent décimal | Entrée 4 bits | Entrée 4 bits | Entrée 4 bits | Entrée 4 bits | Sortie | Sortie | Sortie | Sortie | Sortie | Sortie | Sortie | Sortie | Sortie | Sortie |
| Entrée équivalent décimal | D             | C             | B             | A             | 0      | 1      | 2      | 3      | 4      | 5      | 6      | 7      | 8      | 9      |
| ------------------------- | ------------- | ------------- | ------------- | ------------- | ------ | ------ | ------ | ------ | ------ | ------ | ------ | ------ | ------ | ------ |
| 0                         | L             | L             | H             | L             | L      | H      | H      | H      | H      | H      | H      | H      | H      | H      |
| 1                         | L             | H             | H             | L             | H      | L      | H      | H      | H      | H      | H      | H      | H      | H      |
| 2                         | L             | H             | H             | H             | H      | H      | L      | H      | H      | H      | H      | H      | H      | H      |
| 3                         | L             | H             | L             | H             | H      | H      | H      | L      | H      | H      | H      | H      | H      | H      |
| 4                         | L             | H             | L             | L             | H      | H      | H      | H      | L      | H      | H      | H      | H      | H      |
| 5                         | H             | H             | L             | L             | H      | H      | H      | H      | H      | L      | H      | H      | H      | H      |
| 6                         | H             | H             | L             | H             | H      | H      | H      | H      | H      | H      | L      | H      | H      | H      |
| 7                         | H             | H             | H             | H             | H      | H      | H      | H      | H      | H      | H      | L      | H      | H      |
| 8                         | H             | H             | H             | L             | H      | H      | H      | H      | H      | H      | H      | H      | L      | H      |
| 9                         | H             | L             | H             | L             | H      | H      | H      | H      | H      | H      | H      | H      | H      | L      |

À noter que les sorties sont inversées.